# Spokane Spokes
Die Spokane Spokes waren ein US-amerikanisches Eishockeyfranchise der Western Hockey League aus Spokane, Washington.  

## Geschichte
Die Spokane Spokes wurden zur Saison 1958/59 als Franchise der Western Hockey League gegründet. In ihrer einzigen Spielzeit erreichte die Mannschaft den vierten Platz der Coast Division. Die Spokes fungierten als Farmteam der Canadiens de Montréal aus der National Hockey League. Von 1959 bis 1963 spielte mit den Spokane Comets ein weiteres Team aus der Stadt in der Western Hockey League. 

## Saisonstatistik
Abkürzungen: GP = Spiele, W = Siege, L = Niederlagen, T = Unentschieden, OTL = Niederlagen nach Overtime SOL = Niederlagen nach Shootout, Pts = Punkte, GF = Erzielte Tore, GA = Gegentore, PIM = Strafminuten
| Saison  | GP | W  | L  | T | OTL | SOL | Pts | GF  | GA  | Platz     | Playoffs |
| 1958/59 | 70 | 26 | 38 | 6 | —   | —   | 58  | 217 | 275 | 4., Coast |          |